# Cantone di Argelès-sur-Mer
Il Cantone di Argelès-sur-Mer era una divisione amministrativa dell'arrondissement di Céret.
È stato soppresso a seguito della riforma complessiva dei cantoni del 2014, che è entrata in vigore con le elezioni dipartimentali del 2015.
Comprendeva i comuni di:
- Argelès-sur-Mer
- Laroque-des-Albères
- Montesquieu-des-Albères
- Palau-del-Vidre
- Saint-André
- Saint-Génis-des-Fontaines
- Sorède
- Villelongue-dels-Monts